# تپه تخت
تپه تخت مربوط به دوره ساسانیان است و در شهرستان خدابنده، بخش مرکزی، روستای پسکوهان واقع شده و این اثر در تاریخ ۱۴ مرداد ۱۳۸۲ با شمارهٔ ثبت ۹۴۶۲ به‌عنوان یکی از آثار ملی ایران به ثبت رسیده است.